# Life on Mars?
„Life on Mars?” (pol. Życie na Marsie?) – ballada glam rockowa Davida Bowiego, która została wydana po raz pierwszy w roku 1971 na albumie Hunky Dory, jednym z muzyków grających oryginalną wersję tego utworu jest Rick Wakeman (fortepian).

## Geneza utworu
Utwór jest oparty na francuskiej piosence „Comme d'habitude”, do której melodii Bowie napisał utwór pt. „Even a Fool Learns to Love”. Jednak kiedy kanadyjski muzyk Paul Anka wykupił wyłączne prawa do oryginalnego dzieła, dodając do niego angielskojęzyczny tekst „My Way” (najbardziej znany przebój Franka Sinatry), wersja Bowiego nigdy nie została oficjalnie wydana. Według Bowiego powstały później utwór „Life On Mars?” był jego „modernistyczną odpowiedzią” na piosenkę Paula Anki.

## Popularność
Utwór został wydany jako singel dopiero w 1973, docierając do 3. miejsca na liście przebojów w Wielkiej Brytanii. W 1999 roku czytelnicy angielskiego czasopisma muzycznego Q umieścili go na liście „10 najlepszych” singli wszech czasów; natomiast na liście z roku 2006 utwór ten jest notowany na 45. miejscu.

## Tekst
Piosenka zaczyna się jako opowieść o dziewczynce, która ucieka do kina w czasie kłótni jej rodziców, gdzie czekało ją rozczarowanie z powodu przemocy w oglądanym filmie od której starała się ona uciec. Druga zwrotka piosenki opowiedziana jest już z punktu widzenia pierwszej osoby - Bowie wylicza w niej swoje obserwacje na temat amerykańskiego imperializmu kulturalnego i stanu Wielkiej Brytanii.